# ライアン・アルソップ
ライアン・アルソップ（Ryan Allsop 、1992年6月17日 - ）は、イングランド・バーミンガム出身のプロサッカー選手。ハル・シティAFC所属。ポジションはGK。

## 経歴

### クラブ
ウェスト・ブロムウィッチ・アルビオンFCの下部組織出身。2009-10シーズンからトップチームに昇格したが、出場機会のないままミルウォールFCに放出された。
ミルウォールFCでも第4キーパーに置かれため2012年4月に退団。その後、アイスランドのクラブを経て、7月にレイトン・オリエントFCと契約を締結した。2012年8月、リーグカップのチャールトン・アスレティックFC戦で念願のプロデビューを果たした。
2013年1月、AFCボーンマスにフリーで加入。ボーンマスでは6シーズン在籍したもののレギュラーを奪えず、2017-18シーズン終了後に退団。
2018年6月、2016年にも期限付き移籍で在籍していたウィコム・ワンダラーズFCと3年契約を結んだ。
2021年8月、ダービー・カウンティFCにフリー移籍で加入し、1年契約を結んだ。
2022年6月16日、カーディフ・シティFCと2年契約を結んだ。

### 代表
U-17イングランド代表歴がある。

## 所属クラブ
- ウェスト・ブロムウィッチ・アルビオンFC 2010-2011

→ ストックポート・カウンティFC 2010 (loan)
- ミルウォールFC 2011-2012
- Íþróttafélagið Höttur 2012
- レイトン・オリエントFC 2012-2013
- AFCボーンマス 2013-2018

→ コヴェントリー・シティFC 2014 (loan)
→ ウィコム・ワンダラーズFC 2016 (loan)
→ ポーツマスFC 2016 (loan)
→ ブラックプールFC 2017-2018 (loan)
→ リンカーン・シティFC 2018 (loan)
- ウィコム・ワンダラーズFC 2018-2021
- ダービー・カウンティFC 2021-2022
- カーディフ・シティFC 2022-2023
- ハル・シティAFC 2023-

## タイトル
リンカーン・シティ
- フットボールリーグトロフィー: 2017–18[10]